# Tan Ruiwu
Tan Ruiwu (Shenyang (China), 30 juni 1983) is een Kroatische tafeltennisser van Chinese afkomst. In 2012 verloor hij de finale van de Europese kampioenschappen tafeltennis van de Duitser Timo Boll. Hij nam namens Kroatië deel aan de Olympische Zomerspelen 2008 in zowel het mannenteam als individueel. Tan is linkshandig en speelt de shakehandgreep.